# 437 Rhodia
437 Rhodia eller 1898 DP är en asteroid i huvudbältet, som upptäcktes 16 juli 1898 av den franske astronomen Auguste Charlois. Den har fått sitt namn efter den grekiska vattennymfen Rhodea.
Asteroiden har en diameter på ungefär 13 kilometer.